# Deutsche Sozial-Kulturelle Gesellschaft in Breslau
Die Deutsche Sozial-Kulturelle Gesellschaft in Breslau (kurz DSKG Breslau) ist eine Organisation der deutschen Minderheit in der Woiwodschaft Niederschlesien mit Sitz in Breslau.

## Strukturen und Tätigkeiten
Die DSKG Breslau ist zuständig für die deutsche Minderheit in der Stadt Breslau und die umliegenden Landkreise und stellt die größte Gesellschaft der Deutschen in Niederschlesien dar. Sie ist Mitglied des Verbandes der deutschen sozial-kulturellen Gesellschaften in Polen (VdG). Außerdem nimmt die DSKG Breslau die Aufgabe als Bezirksvorstand Niederschlesien wahr. Die Organisation zählt aktuell etwa 1200 Mitglieder. Vorsitzende ist derzeit (seit August 2020) Krystyna Kadlewicz. Die langjährige Vorsitzende war Renate Zajączkowska. Die DSKG bringt eine Informationszeitschrift mit dem Namen „Niederschlesisches Informationsblatt“ heraus und hat eine wöchentliche Radiosendung mit dem Titel „Sami swoi – Miteinander“ auf dem Sender Radio Wrocław.
Zu den Aufgaben und Zielen der Gesellschaft gehören Tätigkeiten im kulturellen und sozialen Bereich, die Pflege der deutschen Sprache und Kultur und der niederschlesischen Traditionen und Geschichte. Um diesem Anspruch gerecht zu werden, wurden ein Kulturausschuss, ein Sozialausschuss und ein Ausschuss für Kinder- und Jugendarbeit gebildet. Außerdem bietet die Gesellschaft Deutschunterricht an und besitzt eine Bibliothek.

## Geschichte
Die DSKG wurde zur Zeit der politischen Wende gegründet und 1991 offiziell registriert. Zunächst mit Sitz in Waldenburg (Wałbrzych), bestand in diesem Rahmen eine Ortsgruppe für Breslau. Im März 1990 wurde der erste Vorstand der neugegründeten Breslauer Ortsgruppe gewählt. Am 9. September 2012 startete erstmals eine Radiosendung der DSKG mit dem Titel „Sami swoi – Miteinander“.
2016 wurde die Gesellschaft mit dem Sonderpreis des Kulturpreises Schlesien des Landes Niedersachsen ausgezeichnet.